# Seweryn Szczuka
Seweryn Kazimierz Szczuka herbu Grabie (ur. 22 października 1651 w Białaszewie, zm. 11 grudnia 1727 w Chełmnie) – polski szlachcic, biskup sufragan chełmiński.

## Życiorys
W latach 1670–1672 uczył się w kolegium jezuickim w Reszlu, następnie obrał drogę kariery wojskowej i dopiero po skończeniu służby wojskowej wstąpił do stanu duchownego. W 1678 roku został studentem seminarium internum księży misjonarzy w Warszawie. Przyjął w 1683 roku święcenia kapłańskie. W 1687 występuje już jako kanonik chełmiński, był także kanonikiem gnieźnieńskim oraz proboszczem kościoła świętojańskiego w Toruniu.  W 1693 i 1694, po śmierci biskupów Kazimierza Opalińskiego oraz Kazimierza Szczuki był generalnym ekonomem diecezji chełmińskiej. W 1701 został archidiakonem chełmińskim. 26 listopada 1703 został prekonizowany na sufragana chełmińskiego, sakrę biskupią przyjął w 1704. W latach 1712–1718, po przeniesieniu ordynariusza Teodora Potockiego na Warmię był administratorem diecezji sede vacante, a w czasach rządów bpa Alten Bokuma oficjałem.
W 1710 ufundował seminarium duchowne w Płocku przeznaczając na ten cel znaczą sumę 30 tys. zł. W 1720 konsekrował nową świątynię w Radoszkach. W 1724 wprowadził franciszkanów do świątyni Najświętszej Maryi Panny w Toruniu, która została odebrana ewangelikom na mocy wyroku sądowego to tzw. sprawie toruńskiej. Ufundował barokowy ołtarz św. Anioła Stróża oraz organy dla kościoła św. Jana w Toruniu.